# Jim Leavelle

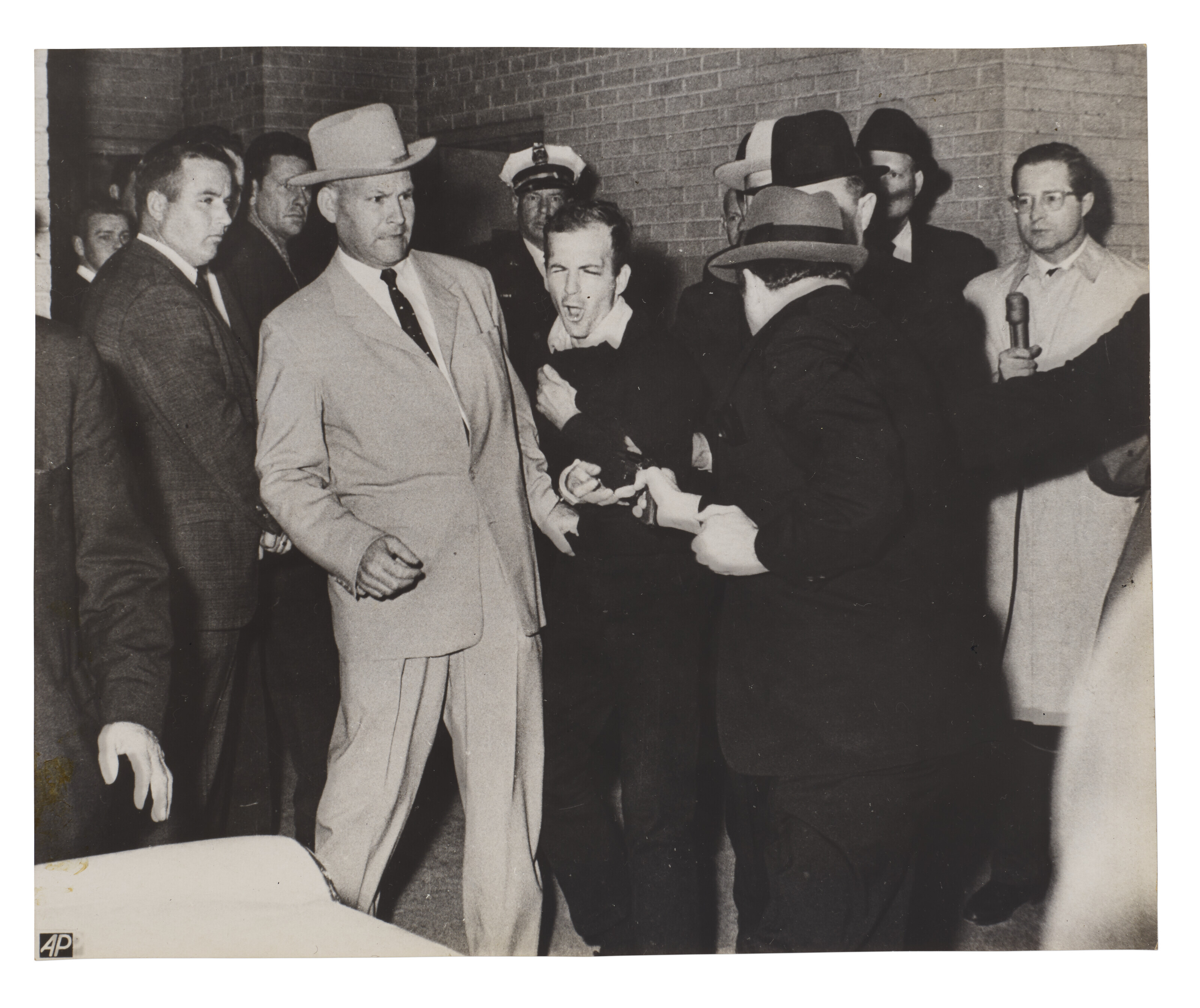
Jim Leavelle (im hellen Anzug) in dem Moment, als Oswald erschossen wird durch Ruby

James Robert „Jim“ Leavelle (* 23. August 1920 in Red River County, Texas; † 29. August 2019 in Denver, Colorado) war ein US-amerikanischer Polizist.

## Leben

### Frühes Leben und Militärdienst
Jim Leavelle wuchs im US-Bundesstaat Texas auf. Er trat im Jahr 1937 den Civilian Conservation Corps bei. Nach seinem High-School-Abschluss trat er im Jahr 1939 der United States Navy bei. Als Matrose diente er im Zweiten Weltkrieg auf mehreren Schiffen und war auch unmittelbar beim Angriff auf Pearl Harbor im Einsatz.
Leavelle erlebte das Kriegsende schwer verwundet in einem Krankenhaus in Oakland (Kalifornien), wo er die Krankenschwester Taimi Sanelma Trast (1918–2014) kennenlernte. Das Paar heiratete später. Sie hatten zwei Töchter.
Ab 1945 war Leavelle zunächst in einem Versorgungsjob bei der Army Air Forces und dann als Wirtschaftsprüfer in der Veteranen-Verwaltung tätig.

### Ermittler bei der Mordkommission
Im April 1950 wechselte Jim Leavelle zur Mordkommission des Dallas Police Department.
In den Blickpunkt der Öffentlichkeit geriet Jim Leavelle am 24. November 1963, zwei Tage nach dem Attentat auf John F. Kennedy, als er gemeinsam mit seinem Kollegen L.C. Graves (1918–1995) in Dallas den vermeintlichen Todesschützen Lee Harvey Oswald von der Vernehmung im Polizeigebäude ins Bezirksgefängnis bringen sollte. Dabei trat der Nachtclub-Besitzer Jack Ruby in einer Menschenmenge aus der Reihe und schoss mit seinem Revolver unvermittelt auf Oswald. Dieser erlitt dabei einen Bauchschuss und starb nur wenige Stunden danach. Ruby hingegen wurde später zum Tode verurteilt und starb im Januar 1967 in Haft.
Leavelle trat im April 1964 vor Gericht als Zeuge vor die Warren-Kommission.
Leavelle war zeitlebens ein Unterstützer der offiziellen Schlussfolgerung, dass Lee Harvey Oswald als Einzeltäter gehandelt hatte und war damit ein entschiedener Gegner der Verschwörungstheorien zum Attentat auf John F. Kennedy.
Im April 1975 ging Leavelle in den Ruhestand.

### Späteres Leben
Leavelle lebte mit seiner Familie auf einer Ranch in Garland (Texas).
Jim Leavelle starb am 29. August 2019 im Alter von 99 Jahren in einer Klinik in Denver an einem Herzinfarkt, den er wenige Tage nach einer Hüft-Operation erlitt. Seine Grabstätte befindet sich auf dem Grove Hill Memorial Park in Dallas.